# Силва, Пирайя да
Мануэль Аугусто Пирайя да Силва (порт. Pirajá da Silva; 28 января 1873, Камаму, Баия, Бразильская империя — 1 марта 1961, Салвадор, Баия, Бразилия) — бразильский учёный, врач-паразитолог. педагог, Профессор. Доктор медицины.
В 1896 году окончил медицинский факультет медицинской школы штата Баия (ныне в составе Федерального университета штата Баия). Защитил докторскую диссертацию на тему «Эпидемический цереброспинальный менингит».
Жил и работал в Амаргосе, Манаусе, Салвадоре и Сан-Паулу (Бразилия), а также в Париже (Франция) и Гамбурге (Германия), где изучал тропические болезни в Тропическом институте.
В 1908 году исследовал, выявил и описал патогенных возбудителей и патофизиологический цикл тропического паразитарного заболевания шистосомоз.

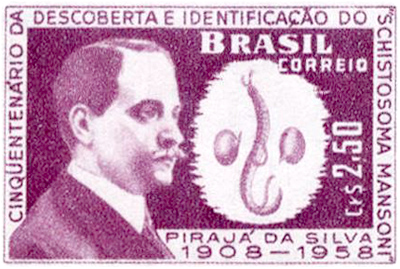
Почтовая марка Бразилии, посвящённая Пирайя да Силва. 1959 г.

## Память
- В честь учёного назван вид ядовитых змей — Bothrops pirajai.
- Почта Бразилии выпустила марки, посвящённые Пирайя да Силва в 1959 и 2008 гг.